# Nuevo Mundo (revista)
Nuevo Mundo fue una revista ilustrada española, editada entre 1894 y 1933 en Madrid.

## Historia
Fundada por los periodistas José del Perojo y Mariano Zavala;. La revista, de tirada semanal, publicó su primer número en el año 1894. Se trató de «una de las revistas ilustradas más importantes en España del primer tercio del siglo XX».

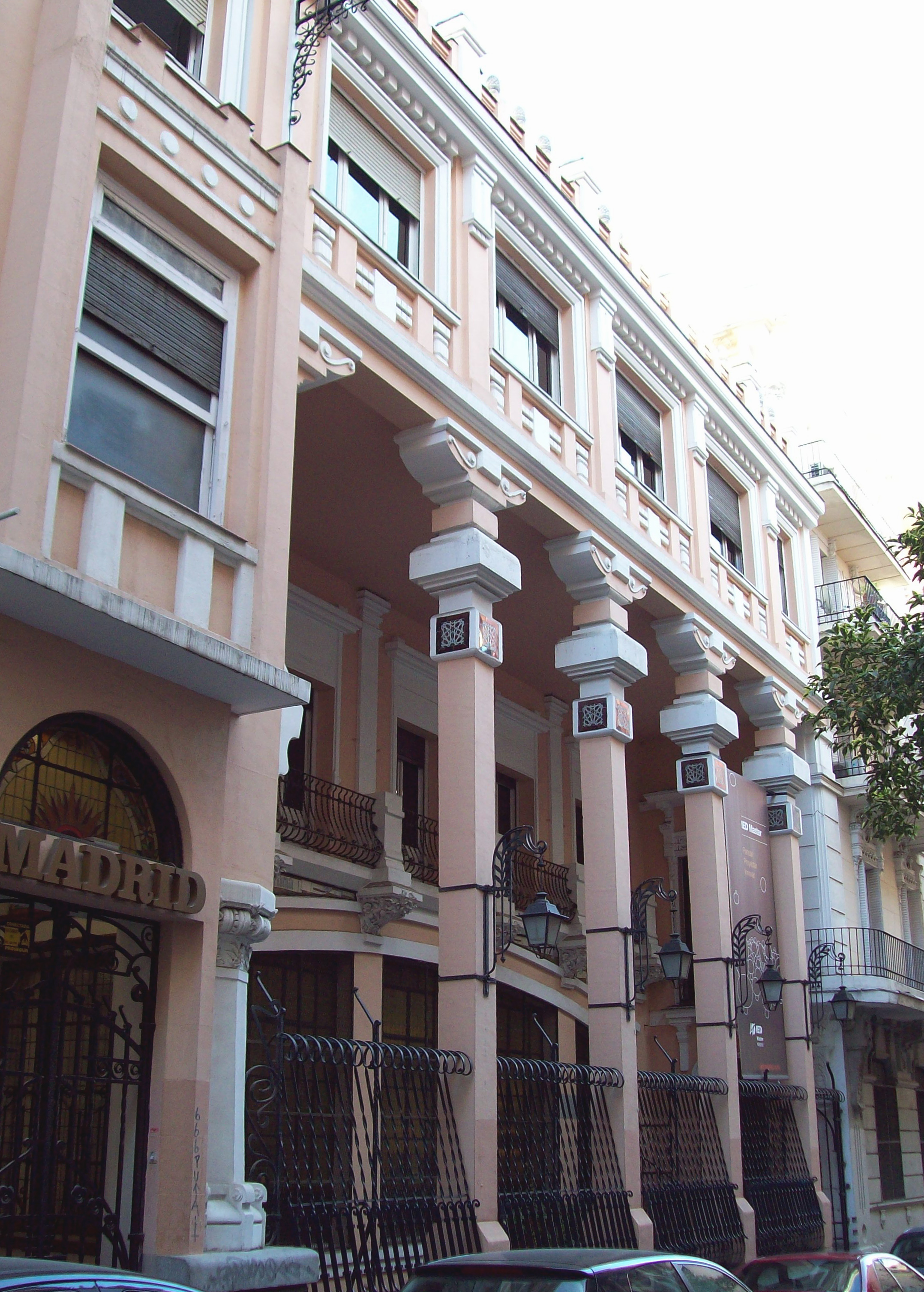
Antigua sede de Nuevo Mundo, calle de Larra 14.

En 1898 fue nombrado director artístico Mariano Pedrero. En sus primeros meses creó y publicó portadas y páginas interiores relacionadas con la guerra de Cuba. En sus colaboraciones en los años sucesivos (1898-1901) figuró su serie de dibujos "Rincones de Madrid".
La revista trasladó su sede en 1908 a un edificio en la calle de Larra, número 14, obra del arquitecto Jesús Carrasco-Muñoz y Encina.
La muerte de José del Perojo en 1908 produjo una escisión en la publicación que condujo al nacimiento de una nueva revista: Mundo Gráfico, en 1911. Nuevo Mundo se incorporaría al grupo Prensa Gráfica en 1915.
Entre 1900 y 1926 contó con un suplemento que se publicaba los domingos, denominado Por esos Mundos. Colaboraron en Nuevo Mundo autores de la talla de Miguel de Unamuno, José Sánchez Rojas, Ramiro de Maeztu, Emilio Bobadilla o Mariano de Cavia.
Dio pie a un nuevo tipo de revista en España, apostando junto a Blanco y Negro por la inclusión de gran cantidad de fotografías, en detrimento del estilo impuesto por La Ilustración Española y Americana y sus característicos grabados. El último número de Nuevo Mundo se publicó el 28 de diciembre de 1933.